# Patty Duke
Patty Duke (New York, 14. prosinca 1946. – Coeur d'Alene 29. ožujka 2016.) bila je američka kazališna, filmska i televizijska glumica, dobitnica Oscara za najbolju sporednu glumicu (1962. godine). 

## Životopis
Anna Marie Duke rođena je u Queensu, u obitelji irskog podrijetla. Imala je teško djetinjstvo, uz oca alkoholičara i majku koja je patila od depresije i bila sklona nasilju. Unatoč tome, uz pomoć menadžera Johna i Ethela Ross započela je karijeru dječjeg modela i glumice, pojavljujući se u brojnim reklamama i ponekoj TV emisiji. Sudjelovala je i u kvizu "Pitanje za 64.000 dolara", za koji se kasnije otkrilo da je bio namješten.
Prva veća uloga Patty Duke bila je u brodvejskoj kazališnoj predstavi "Čudotvorka", gdje je glumila Helen Keller, uz veliku Anne Bancroft. Predstava je na programu bila gotovo dvije godine, da bi 1962. bio snimljen istoimeni film, koji je mladoj Patty donio Oscara za najbolju sporednu glumicu. Duke je u tom trenutku bila najmlađa osoba koja je dobila Oscara (kasnije su tu nagradu dobile Tatum O'Neal – 10 godina u trenutku dodjele, i Anna Paquin – 11 godina).
Godine 1963. počela se snimati TV-serija "The Patty Duke Show", koja je trajala tri sezone i donijela Patty prvu nominaciju za nagradu Emmy. No, unatoč uspjehu karijere, Duke je, prema vlastitim riječima, bila nesretna pod paskom Rossovih, koji su imali potpunu kontrolu nad njezinim životom i zaradom. Upala je i u probleme s alkoholom i drogom, koji su se nastavili kroz dobar dio njezine karijere, a imala je i nekoliko neuspješnih pokušaja samoubojstava. Napokon se, s navršenih 18 godina, oslobodila Rossovih.
Uz glumu, Patty Duke je imala i uspješnu pjevačku karijeru, s hitovima kao što su "Don't Just Stand There" i "Dona Dona". Godine 1970. dobila je prvi od tri Emmyja, za TV film "My Sweet Charlie" (druga dva Emmyja je dobila 1977. i 1980. godine).
Godine 1982. Patty je dijagnosticiran bipolarni afektivni poremećaj, no uspjela se vratiti normalnom životu i glumi. Bila je aktivistica u borbi protiv mentalnih bolesti. Izdala je i dvije knjige, autobiografiju "Zovite me Anna" i "Sjajno ludilo: živjeti s maničnom depresijom".

## Vanjske poveznice
- Patty Duke u internetskoj bazi filmova IMDb-u (engl.)